# Keuka Lake
Der Keuka Lake ist aufgrund seiner Y-förmigen Gestalt ein untypischer Vertreter der Finger Lakes im US-Bundesstaat New York. Wegen seiner Form wurde der See in der Vergangenheit auch Crooked Lake genannt. Der heutige Name Keuka (ˈkjuːkə) entstammt den Sprachen der Irokesen und bedeutet Kanuanlegestelle, in der Sprache der Seneca auch See mit einem Ellenbogen.
Der See entstand als Moränensee am Ende der letzten Eiszeit. Der Keuka Lake wird vom Keuka Lake Outlet entwässert, der den See an seinem nordöstlichen Ende in Penn Yan verlässt und einem anderen See der Finger Lakes zuströmt, dem Seneca Lake. Der Abfluss des Sees wurde später zu einem Kanal erweitert, dem Crooked Lake Canal, der beide Seen miteinander verband.
Der Keuka Lake liegt 218 m ü. M. und ist 32 km lang. Seine Breite variiert zwischen einem und drei Kilometern. Die Länge der Uferlinie beträgt 96 km. Die Wasserfläche des Sees beträgt 47 km², die maximale Tiefe 57 m, die mittlere Tiefe 31 m.
Im See gibt es folgende Speisefische: Amerikanischer Seesaibling, Bachforelle, Regenbogenforelle, die Binnenform des Atlantischen Lachs, Schwarzbarsch, Forellenbarsch und Amerikanischer Flussbarsch.
Der hohe Fischbestand wird durch eine Vielzahl an Köderfischen, insbesondere Alosa pseudoharengus, unterstützt.
Penn Yann liegt am Nordostende des Sees, Branchport am Nordwestende und Hammondsport am Südende. Hammondsport war Wohnort von Glenn Curtiss, einem Pionier der Marinefliegerei, und beherbergt heute das Glenn H. Curtiss Museum.
Das Keuka College liegt im Keuka Park am Westufer des östlichen Seearms. Der Keuka Lake State Park liegt am Ostufer des Nordwestarms. Das YMCA Camp Cory liegt am Ostufer des Nordostarms. Camp Good Days and Special Times liegt am Westufer des Nordwestarms.
Ein wichtiger Wirtschaftsfaktor der Region ist der Anbau von Trauben und die Produktion von Wein.

## Ökologie
Die Keuka Lake Association (KLA) überwacht die Wasserqualität des Sees und seines Einzugsgebiets.
Die Ausbreitung der aus Europa stammenden Wandermuschel in nordamerikanischen Gewässern betrifft auch den Keuka Lake.

## Wine Trail
Weinbaubetriebe entlang des Keuka Lake Wine Trail:
- Barrington Cellars/Buzzard Crest Vineyards
- Heron Hill Winery
- Hunt Country Vineyards
- Keuka Spring Vineyards
- Dr. Konstantin Frank’s Vinifera Wine Cellars
- McGregor Vineyard Winery
- Ravines Wine Cellars
- Stever Hill Vineyards